# Tagliere

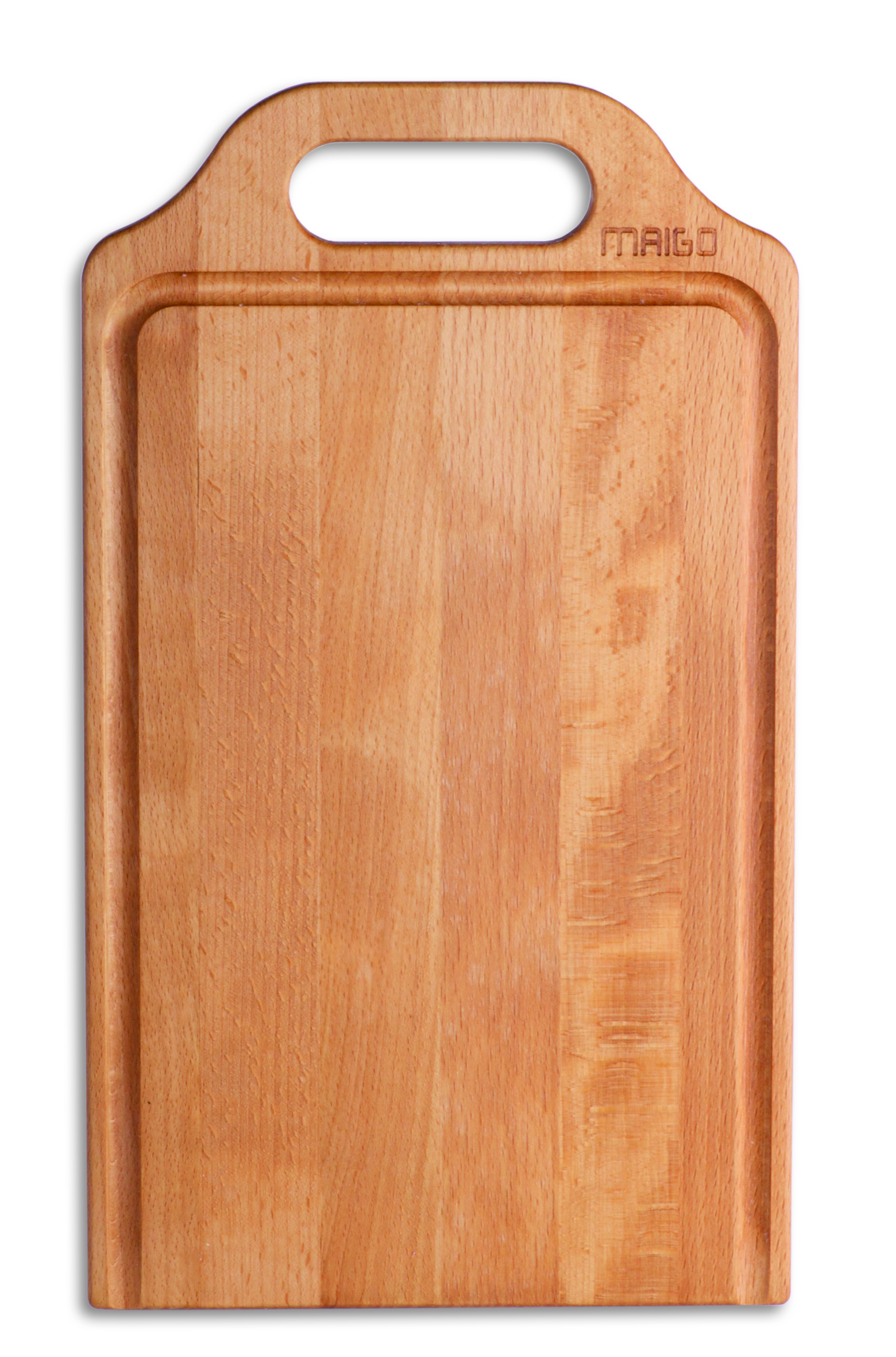
Tagliere in legno con manico e bordo per raccogliere le briciole

Il tagliere  o asse da cucina è un utensile da cucina, piano, generalmente rettangolare, talora con manico, usato per tagliare gli alimenti.
Serve a più di uno scopo: fornire una barriera igienica tra il cibo e le superfici di lavoro; preservare il filo delle lame; ammortizzare i colpi quando si separano o tagliano carni con osso usando la mannaia; evitare il graffio dei piani di lavoro; presentare in tavola alcuni tipi di piatti che tradizionalmente vengono serviti su asse di legno, come i salumi o piatti regionali.
I taglieri hanno forma rettangolare, sovente con manico per impugnare o appendere, se servono per portare in tavola cibi possono essere rotondi o sagomati, con manico sporgente ricavato dal corpo per reggerli.

## Etimologia
Dal latino taliare tagliare mediante un supporto.

## Legno

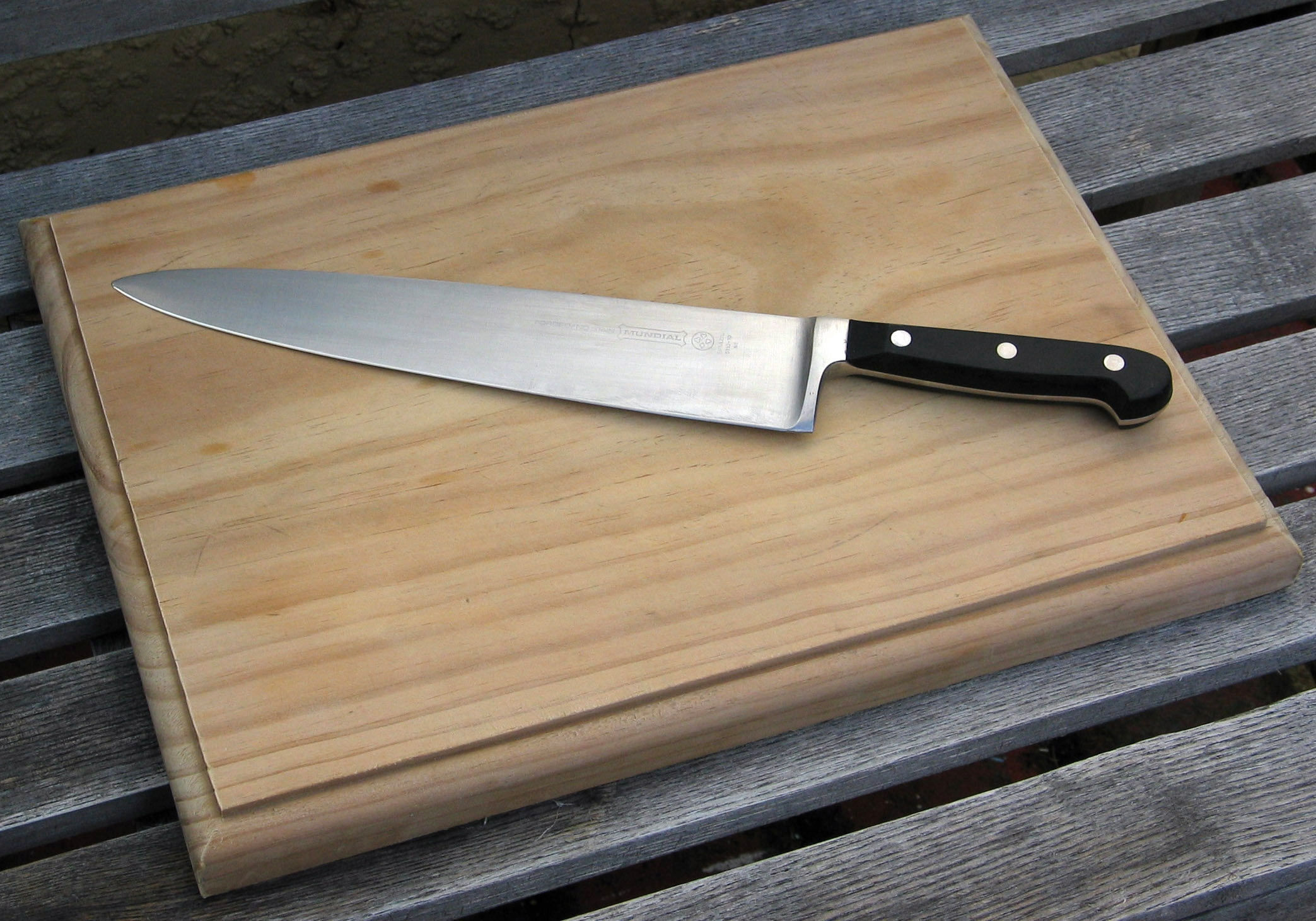
Tagliere in legno con coltello

I taglieri sono tradizionalmente realizzati in legno, con preferenza per le essenze dure come: faggio, quercia, noce o acacia, che ovviamente sono meno porosi, si consumano più lentamente di legni teneri e non si scheggiano quando si deve battere. La dimensione dei taglieri in legno è condizionata dal peso e dalla deformazione che piani molto grandi inevitabilmente subiscono a contatto con l'acqua. I legni più adatti sono quelli privi di tannino, poiché questo tende a macchiare quando si lava la superficie del tagliere, scurendo l'asse e rischiando di tingere i cibi. Se usati per la tavola possono essere intagliati o sagomati con forme tradizionali: con manico, con cava sul bordo per raccogliere il liquido e le briciole. Il tagliere usato da macellai e salumieri per tagliare la carne si chiama ceppo.
Il tagliere può essere usato per portare in tavola i formaggi, la polenta o la pizza.

## Plastica

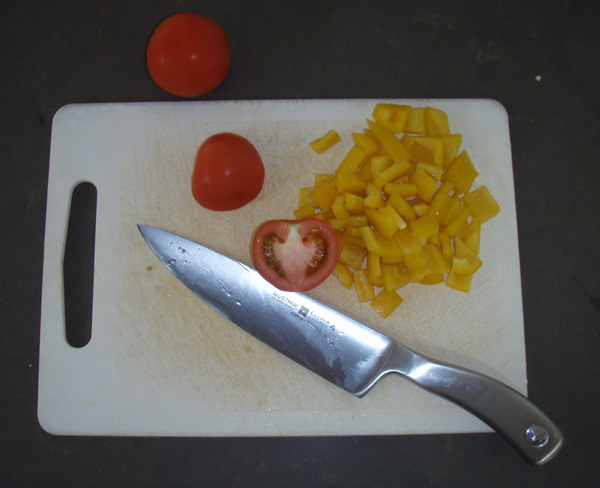
Tagliere in polietilene

Vengono realizzati in polietilene solitamente bianco, sono leggeri, igienici e senza problemi di dimensione. Molto utilizzati nella ristorazione e nelle cucine professionali, mai per il servizio in tavola.
Le norme HACCP prescrivono l'uso di diversi colori per taglieri a contatto con diversi cibi, in particolare:
- Bianco (Naturale) - per pane e formaggi

- Rosso - per carne cruda
- Blu - per il pesce
- Verde - per ortaggi
- Giallo - per pollame
- Marrone - per carni cotte

Le norme HACCP prescrivono inoltre che i taglieri utilizzati non debbano avere incisioni di profondità superiore a 2 mm, per evitare l'accumulo di batteri che poi si trasmettono al cibo.  Pertanto un tagliere deve essere mantenuto in buono stato di utilizzo tramite piallature quando necessario.

## Composito

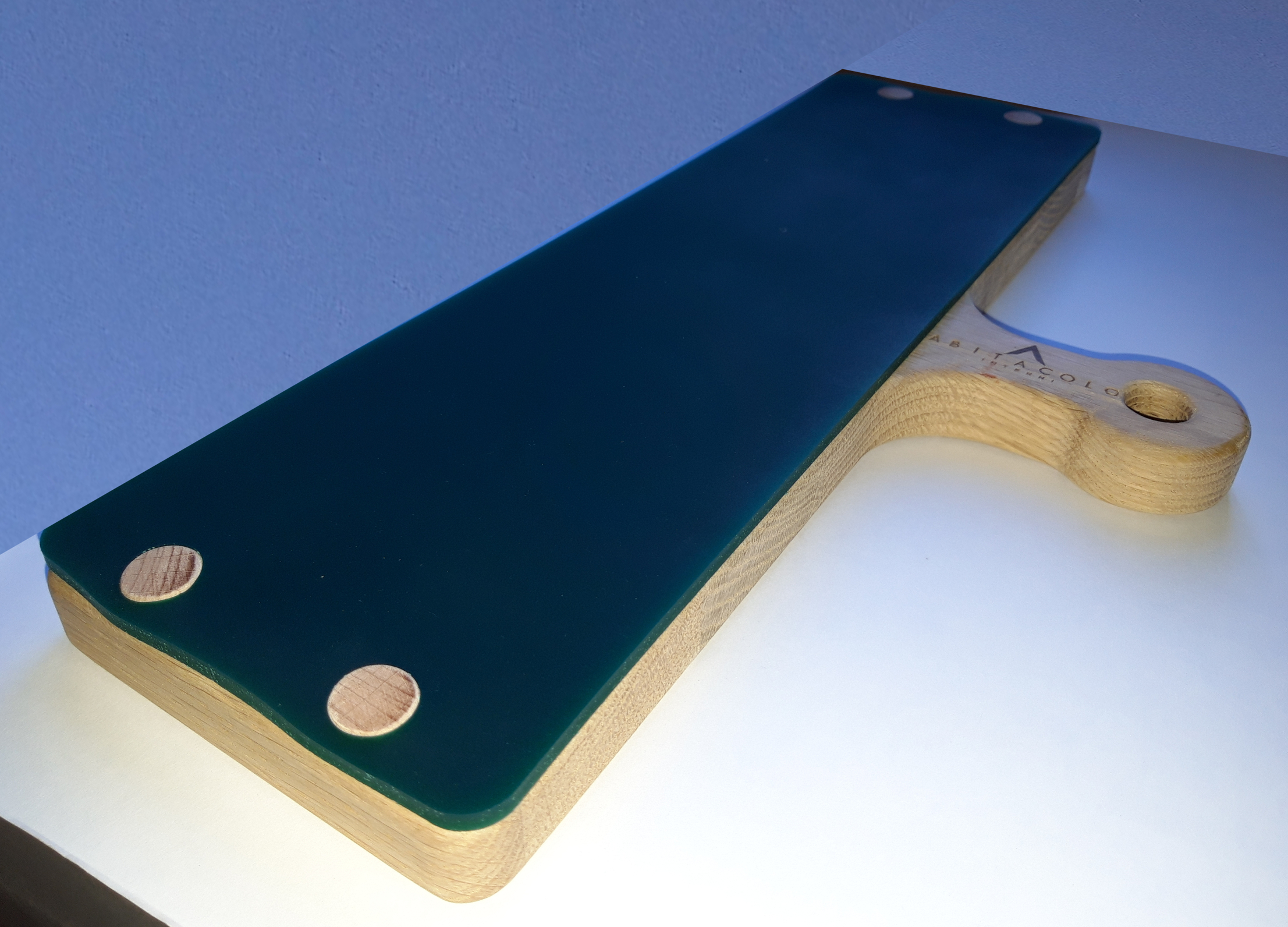
Tagliere composto da due materiali

Un innovativo concetto di tagliere prevede che sia composto da due materiali: una base di supporto in legno massello e una lamina in gomma plastica speciale per alimenti. La superficie di taglio è formata da una composizione di gomma-plastica con spessore di 2-4 mm ed è resistente al taglio della lama del coltello e alla battitura con mannaia da macellaio.

## Pulizia
I taglieri possono essere puliti lavandoli con acqua tiepida senza detersivi oppure raschiandoli. I taglieri in legno si puliscono a fondo usando del semplice bicarbonato e un po' d'acqua: si crea una specie di pastella, la si stende sulla superficie e si lascia agire per un po' di minuti e poi semplicemente si risciacqua con acqua e senza detersivo. Fondamentale è lasciar asciugare il tagliere in modo naturale e posto verticalmente, cosicché non si deformi.
La pulizia del tagliere composito è facilitata dal fatto che la superficie di taglio superiore può essere asportata dalla base in legno massello e lavata in acqua corrente o in lavastoviglie, può anche essere sterilizzata sopportando temperature superiori ai 200 gradi Celsius.